# Rosedale (Ontario)
Pour les articles homonymes, voir Rosedale.
Rosedale est un village et une communauté rurale rattaché à Kawartha Lakes dans la priovince de l'Ontario au Canada.
Le nom Rosedale a pour origine Rosa Dale, la femme du fondateur de la localité, qui a aussi donné son nom à la rivière Rosedale (en).